# Boris Stürmer
Boris Vladimirovitsj Stürmer (Russisch: Борис Владимирович Штюрмер; Boris Vladimirovitsj Sjtjoermer) (Bezjetsk, 27 juli 1848 - Sint-Petersburg, 9 september 1917) was een Russisch politicus.

## Levensloop

### Achtergrond, opleiding en vroege carrière
Stürmer was van Duitse afkomst. Zijn achteroom was een Oostenrijkse baron. Stürmer studeerde rechten aan de Universiteit van Sint-Petersburg. Sinds 1872 was hij werkzaam voor de Senaat. In 1892 werd hij voorzitter van de zemstvo van Tver. Hij werd een bekende aan het hof en mede hierdoor werd hij in 1894 gouverneur van Novgorod. In 1896 werd hij gouverneur van Jaroslavl, waar hij een financieel wanbeleid voerde. Ondanks zijn reactionaire denkbeelden en de slechte reputatie die hij had opgebouwd, ging zijn carrière bergopwaarts. Hij werd een van de meeste vertrouwde adviseurs van Vyacheslav von Plehve, de reactionaire minister van Binnenlandse Zaken. In 1904 werd hij lid van de Staatsraad, het belangrijkste adviesorgaan van de tsaar.
Boris Stümers carrière kwam tijdelijk tot stilstand tijdens het premierschap van Pjotr Stolypin (1906-1911), maar na de moord op Stolypin in 1911, werd hij ceremoniemeester aan het keizerlijk hof in Sint-Petersburg. In 1913, ter gelegenheid van het 300-jarig bewind van de tsaren uit het Huis Romanov, begeleidde hij de tsaar bij diens reis langs de Wolga. Kort daarna werd hij burgemeester van Moskou.
Boris Stürmer vroeg in 1914, aan het begin van de Eerste Wereldoorlog, de tsaar om toestemming zijn achternaam Stürmer in Panin te wijzigen. De tsaar kon dit besluit niet direct nemen, omdat hij eerst de leden van het adellijk geslacht moest raadplegen. Tot die tijd moest de pro-Duitse Stürmer genoegen nemen met zijn Duitse achternaam.

### Premier
Boris Stürmer werd op 2 februari 1916, op voorspraak van Raspoetin - maar vooral op voorspraak van metropoliet Pitirim -, door tsaar Nicolaas II benoemd tot voorzitter van de Ministerraad (dat wil zeggen premier). De benoeming van de pro-Duitse Stürmer tot premier wekte het ongenoegen van zowel liberale en socialistische Russen als van de West-Europese bondgenoten, te weten Groot-Brittannië en Frankrijk. In maart 1916 werd hij tevens minister van Binnenlandse Zaken (tot juli 1916) en in juli 1916 volgde hij de Ententegezinde, bij de tsarina in ongenade gevallen, Sergej Sazonov, als minister van Buitenlandse Zaken op.
De aartsreactionaire Stürmer was bijzonder impopulair onder alle lagen van de bevolking. Zijn pogingen om niet-Russen te verplichten om dienst te nemen in het leger maakten zijn regering nog minder populair. De Kirgiezen kwamen tegen de plannen van Stürmer in opstand. Deze revolte, de Oerkoen genaamd, werd hardhandig door het leger onderdrukt (juli 1916). Vele duizenden Kirgiezen vluchtten daarop naar China.
In november 1916 werd Stürmer tijdens een zitting van de Doema door het vooraanstaande lid van de Constitutioneel-Democratische Partij ("Kadettenpartij"), Pavel Miljoekov, uitgemaakt voor een "agent van de Duitsers."
Na het mislukken van het groots opgezette Broesilov-offensief viel Stürmer uit de gratie bij de tsaar. Op 23 november 1916 werd Stürmer als premier ontslagen. Hierna werd hij benoemd tot grootkamerheer van de tsaar.

### Dood
Na de Februarirevolutie (1917) werd Stürmer op last van de Voorlopige Regering gearresteerd en opgesloten in de Peter en Paulus Vesting.
Boris Stürmer overleed in september 1917 op 68-jarige leeftijd in de gevangenis.